# 海百合亞門
海百合亞門（學名：Crinozoa）是動物界棘皮動物門之下的一個亞門，具有非常久遠的化石歷史，如今其下的物種除了海百合外皆已滅絕。

## 分類
- 海百合綱 Crinoidea
- †擬海百合綱 Paracrinoidea
- †始海百合綱 Eocrinoidea
- †海蕾綱 Blastoidea
- †擬海蕾綱 Parablastoidea
- †海林檎綱 Cystoidea

1973年斯普林克爾（J.Sprinkle）在此基礎上從海百合亞門中劃分出海蕾亞門（Blastozoa）。